# Digital Millennium Copyright Act
La Ley de Derechos de Autor de la Era Digital (en inglés Digital Millennium Copyright Act o DMCA) es una ley federal que regula los derechos de autor de Estados Unidos que implementa dos tratados del año 1996 de la OMPI (Organización Mundial de la Propiedad Intelectual).
Esta ley sanciona no solo la infracción de los derechos de reproducción en sí, sino también la producción y distribución de tecnologías que permitan saltar las medidas de protección de derechos de autor (comúnmente conocidas como gestión de derechos digitales o DRM por sus siglas en inglés). Además incrementa las penas para las infracciones de los derechos de autor en Internet.

## Introducción
Ante la necesidad de adaptarse y comprender la nueva realidad de la sociedad de la información, la OMPI (Organización Mundial de la Propiedad Intelectual) pretende mediar entre los derechos de los autores y los intereses de los usuarios. Como producto de esta intención nace el Tratado de la OMPI sobre Derecho de Autor, y como consecuencia de este tratado, en Estados Unidos surgió la Ley de Derechos de Autor de la Era Digital, y en Europa la correspondiente directiva de la Unión Europea, faltando solo que los países miembros modifiquen sus legislaciones para armonizarlas con respecto a esta directiva.
El 28 de octubre de 1998, el presidente estadounidense Bill Clinton firmó la Ley de Derechos de Autor de la Era Digital (DMCA). Esta ley está diseñada para implementar dos de los tratados firmados en diciembre de 1996 en la OMPI (Organización Mundial de la Propiedad Intelectual): el Tratado de la OMPI sobre Derechos de Autor y el Tratado de la OMPI sobre Interpretación o Ejecución y Fonogramas. La DMCA también trata de abarcar y dar solución a otros varios problemas relacionados con los derechos de autor.

## Descripción de la ley
La DMCA está dividida en cinco títulos:

### DMCA Título I: ley sobre la implementación delTratado de la OMPI sobre Derechos de Autory delTratado de la OMPI sobre Interpretación o Ejecución y Fonogramas
Este título se puede clasificar en dos partes:
- La primera, incluye el trabajo de varios tratados de leyes sobre la prevención de copia.
- La segunda, que usualmente se conoce como las provisiones para no dejar pasar por alto la DMCA. Esta última, da lugar a la creación de muchos requisitos mínimos, como por ejemplo, que todos los grabadores de vídeo análogo tengan incluidos sistemas para la prevención a la copia y venta.

### DMCA Título II: ley sobre las limitaciones y responsabilidades a la violación de los derechos de autor en línea
Este título crea un puerto seguro para los proveedores de servicios en línea, incluyendo a los proveedores de servicios de Internet (OPS e ISP).

### DMCA Título III: ley sobre el seguro en el mantenimiento de ordenadores
Este título modifica la  del título sobre derechos de autor que aprueba la copia temporal de archivos de un ordenador al que se le está efectuando mantenimiento o reparación.

### DMCA Título IV: otras provisiones
Este título se puede dividir en estas provisiones principales:
- El primero clarifica y agrega responsabilidades de la oficina de derechos de autor.
- Sobre la educación a distancia
- Asiste a la excepción a las bibliotecas en dejarles que copien grabaciones de sonido.
- Respecto a la transferencia de derechos de películas.

### DMCA Título V: ley de protección de los diseños de los cascos de buques
Este título agregó las secciones de la 1301 a la 1332 para agregar la protección a los diseños de los cascos de barcos.
Anteriormente, dichos diseños no se encontraban protegidos ya que no se encontraban clasificados en ninguna ley sobre derechos de autor.

## La controvertida Sección 1201
La sección 1201 de la DMCA tiene como objetivo penalizar como infractores de los derechos de autor a todos aquellos que facilitaran los medios o métodos para evitar las protecciones anticopia.
Según sus detractores, el DMCA puede impedir la competencia y la innovación. Centrándose en la copia no autorizada, muchos propietarios de los derechos de autor se han recurrido al DMCA para obstaculizar a sus competidores legítimos. Por ejemplo, el DMCA se ha utilizado para bloquear la competencia en el mercado de accesorios de cartuchos de tóner de impresoras láser, puertas de garaje, y servicios de mantenimiento de computadores.[cita requerida]
De igual manera, la compañía Apple Computer invocó el DMCA para enfriar los esfuerzos de la compañía RealNetworks de vender música a los propietarios del iPod.
La prohibición del acto, precisada en la sección 1201(a)(1), prohíbe el acto de eludir una medida tecnológica usada por los propietarios de los derechos de autor para controlar el acceso a sus trabajos (controles de acceso). Así pues, por ejemplo, esta disposición refuerza la ilegalidad de descifrar el contenido de una película en DVD. En Estados Unidos, donde no existe la excepción de copia privada contemplada en la mayor parte de la legislación europea, es ilegal hacer una copia digital de un DVD que uno posee para luego pasarla a un iPod video. La única excepción se aplica a las grabaciones de audio, contempladas en el Home Audio Recording Act, que graba con un canon a las máquinas y soportes destinados a este uso.
La prohibición de herramientas, precisadas en las secciones 1201(a)(2) y 1201(b), proscribe la fabricación, la venta, la distribución o el tráfico de herramientas o de tecnologías que hagan posible eludir las protecciones anticopia. Esto incluye tecnologías que derroten controles de acceso, y que restringen tecnología que impusieron los propietarios de los derechos de autor, tales como controles de copia. Por ejemplo, estas previsiones prohíben la distribución del software destinado a hacer copias de seguridad de los DVD.
Algunas organizaciones, como la EFF (Fundación Fronteras Electrónicas) evalúan los efectos de las medidas para evitar saltarse las protecciones de la DMCA. Según la EFF, la sección 1201 de la ley paraliza la libertad de expresión y la investigación científica, pone en peligro el uso legítimo del material sujeto por derechos de autor e impide la competencia y la innovación.

## Reforma
Actualmente en el congreso de Estados Unidos se está intentando modificar esta ley. Rick Boucher, un congresista demócrata de Virginia, lidera uno de dichos intentos de introducir una Ley de Derechos del Consumidor de Medios Digitales.[cita requerida]
- Contenidos de WIN SPORTS “Win Sports (conformado por RCN Televisión y Direc TV) le pagó a la Dimayor alrededor de un billón de pesos por la exclusividad en la transmisión de todos los contenidos del FPC hasta el 2021. Con tamaña inversión, Win busca que los usuarios se acerquen a sus plataformas para acceder a las imágenes y que no lo hagan en Twitter viendo cualquier cuenta particular.” En esta noticia, se plantea la polémica situación entre los usuarios de Twitter que desean publicar contenido legal y comercialmente exclusivo, de la cadena win sports, la cual compró estos derechos. El debate es muy claro, y debe siempre tenerse en cuenta que las compras de unos derechos de cadena televisiva traen consigo unas garantías, y esto de acuerdo con la ley es muy claro: Decisión andina 351 de 1993 régimen común sobre derecho de autor y derechos conexos, dice lo siguiente:
  - DEL ALCANCE DE LA PROTECCIÓN
  - Artículo 1.- Las disposiciones de la presente Decisión tienen por finalidad reconocer una adecuada y efectiva protección a los autores y demás titulares de derechos, sobre las obras del ingenio, en el campo literario, artístico o científico, cualquiera que sea el género o forma de expresión y sin importar el mérito literario o artístico ni su destino.Asimismo, se protegen los Derechos Conexos a que hace referencia el Capítulo X de la presente Decisión.Y se refiere a las siguientes :
  - Autor: Persona física que realiza la creación intelectual.
  - Artista o intérprete: Persona que representa, canta, lee, recita, interpreta o ejecuta en cualquier forma una obra.
  - Autoridad nacinonal competente: Órgano designado al efecto, por la legislación nacional sobre la materia.
  - Copia o ejemplar: Soporte material que contiene la obra, como resultado de un acto de reproducción.
  - Derecho habiente: Persona natural o jurídica a quien por cualquier título se transmiten derechos reconocidos en la presente Decisión.
  - Distribución al público: Puesta a disposición del público del original o copias de la obra mediante su venta, alquiler, préstamo o de cualquier otra forma.
  - Divulgación: Hacer accesible la obra al público por cualquier medio o procedimiento.
  - Emisión: Difusión a distancia de sonidos o de imágenes y sonidos para su recepción por el público.
  - Fijación: Incorporación de signos, sonidos o imágenes sobre una base material que permita su percepción, reproducción o comunicación.
  - Fonograma: Toda fijación exclusivamente sonora de los sonidos de una representación o ejecución o de otros sonidos. Las grabaciones gramofónicas y magnetofónicas se consideran copias de fonogramas.
  - Grabación efímera: Fijación sonora o audiovisual de una representación o ejecución o de una emisión de radiodifusión, realizada por un período transitorio por un organismo de radiodifusión, utilizando sus propios medios, y empleada en sus propias emisiones de radiodifusión.
  - Obra: Toda creación intelectual original de naturaleza artística, científica o literaria, susceptible de ser divulgada o reproducida en cualquier forma.
  - Obra audiovisual: Toda creación expresada mediante una serie de imágenes asociadas, con o sin sonorización incorporada, que esté destinada esencialmente a ser mostrada a través aparatos de proyección o cualquier otro medio de comunicación de la imagen y de sonido, independientemente de las características del soporte material que la contiene.
  - Obra de arte aplicado: Creación artística con funciones utilitarias o incorporada en un artículo útil, ya sea una obra de artesanía o producida en escala industrial.· Obra Plástica o de bellas artes: Creación artística cuya finalidad apela al sentido estético de la persona que la contempla, como las pinturas, dibujos, grabados y litografías. No quedan comprendidas en la definición, a los efectos de la presente Decisión, las fotografías, las obras arquitectónicas y las audiovisuales.· Oficina Nacional Competente: Órgano administrativo encargado de la protección y aplicación del Derecho de Autor y Derechos Conexos.
  - Organismo de radiodifusión: Empresa de radio o televisión que transmite programas al público.
  - Productor: Persona natural o jurídica que tiene la iniciativa, la coordinación y la responsabilidad en la producción de la obra, por ejemplo, de la obra audiovisual o del programa de ordenador.
  - Productor de fonogramas: Persona natural o jurídica bajo cuya iniciativa, responsabilidad y coordinación, se fijan por primera vez los sonidos de una ejecución u otros sonidos.
  - Programa de ordenador (software): Expresión de un conjunto de instrucciones mediante palabras, códigos, planes o en cualquier otra forma que, al ser incorporadas en un dispositivo de lectura automatizada, es capaz de hacer que un ordenador -un aparato electrónico o similar capaz de elaborar informaciones-, ejecute determinada tarea u obtenga determinado resultado. El programa de ordenador comprende también la documentación técnica y los manuales de uso.
  - Publicación: Producción de ejemplares puestos al alcance del público con el consentimiento del titular del respectivo derecho, siempre que la disponibilidad de tales ejemplares permita satisfacer las necesidades razonables del público, teniendo en cuenta la naturaleza de la obra.
  - Retrasmisión: Reemisión de una señal o de un programa recibido de otra fuente, efectuada por difusión inalámbrica de signos, sonidos o imágenes, o mediante hilo, cable, fibra óptica u otro procedimiento análogo.
  - Titularidad: Calidad del titular de derechos reconocidos por la presente Decisión.· Usos honrados: Los que no interfieren con la explotación normal de la obra ni causan un perjuicio irrazonable a los intereses legítimos del autor.
  - Uso personal: Reproducción u otra forma de utilización, de la obra de otra persona, en un solo ejemplar, exclusivamente para el propio uso de un individuo, en casos tales como la investigación y el esparcimiento personal.E incluye y referencia “lo que protege” en su art 4:Artículo 4.- La protección reconocida por la presente Decisión recae sobre todas las obras literarias, artísticas y científicas que puedan reproducirse o divulgarse por cualquier forma o medio conocido o por conocerY el presente decreto se refiere a el derecho de exclusividad que ostenta el contratante: DECRETO 1474 DE 2002(Julio 15)"Por el cual se promulga el "Tratado de la OMPI, Organización Mundial de la Propiedad Intelectual, sobre Derechos de Autor (WCT)", adoptado en Ginebra, el veinte (20) de diciembre de mil novecientos noventa y seis (1996)"Artículo 8ºDerecho de comunicación al públicoSin perjuicio de lo previsto en los artículos 11. I) ii), 11bis.l) i) y ii). 11ter.1) ii), 14.1) ii) y 14bis.1) del Convenio de Berna, los autores de obras literarias y artísticas gozarán del derecho exclusivo de autorizar cualquier comunicación al público de sus obras por medios alámbricos o inalámbricos, comprendida la puesta a disposición del público de sus obras, de tal forma que los miembros del público puedan acceder a estas obras desde el lugar y en el momento que cada uno de ellos elija (8).

## Casos de censura en Ecuador

### Ecuador
En octubre de 2013 el vídeo Acoso a Intag fue suprimido de la web por YouTube. Este era un proyecto del documentalista Pocho Álvarez, quien denunciaba la existencia de graves problemas de contaminación y hostigamiento que sufren los habitantes de la comuna de Intag, en su lucha en contra de la explotación minera en la zona.[cita requerida]
El vídeo fue retirado de la cuenta personal de YouTube de Álvarez por la reclamación que hizo la empresa Ares Rights por derechos de autor ya que el documental contiene imágenes del enlace ciudadano 341 en las cuales sale el presidente Correa atacando a la oposición de la explotación minera. El argumento de Ares Rights es que se están infringiendo los derechos de autor sobre estas imágenes pero Álvarez afirma que el contenido de los enlaces ciudadanos son informes dirigidos al público, por ende son material público y no tienen derechos de autor.
El video Acoso a Intag cuenta la historia del acoso que tuvo que sufrir la comuna Intag (ubicada 90 km al norte de Quito, Ecuador) por grupos paramilitares. La comuna tenía que vivir a diario una resistencia a la explotación minera de la zona, en el video también muestra los inconvenientes de hostigamiento y contaminación que tenían los habitante de la comuna.

## Ley DMCA
La Ley de Derechos de Autor de la Era Digital fue aprobada el 28 de octubre de 1998 por el presidente Clinton, es la ley más importante en materia de propiedad intelectual en los Estados Unidos. Esta norma creó procedimientos rígidos con el fin de que cualquier persona natural o jurídica pueda alegar que algún contenido subido a internet está yendo en contra de sus derechos. De igual forma, la DMCA permite a los titulares del copyright en todo el mundo que puedan solicitar la retirada de un contenido que se encuentra plagiado o pirateado total o parcialmente de un servidor que se encuentra en Estados Unidos. A pesar de que la página infractora no se encuentre localizada en un servidor estadounidense, es factible que el titular del copyright pueda evitar que casi el 100 % de esa página se reciba por medio de Yahoo, Bing, Google, entre otros buscadores que están regulados bajo la legislación estadounidense.

### A favor de la ley DMCA
- Text of the DMCA en español Archivado el 28 de octubre de 2004 en Wayback Machine. (en inglés).
- U.S. Copyright Office summary of the DMCA (en inglés) .
- U.S. Copyright Office homepage .
- Title 17 of the U.S. Code, Cornell Law School (en inglés).
- Cybertelecom's DMCA information and background material (en inglés).
- Senate DMCA vote, by senator name, vote position, and home state (U.S. Senate roll call votes - 105th Congress - 2nd Session - Vote 137) (en inglés).
- {{}} «Copia archivada». Archivado desde el original el 28 de abril de 2006. Consultado el 22 de mayo de 2006.

### Contra la ley DMCA
- Electronic Frontier Foundation's DMCA archive (en inglés).
- Chilling Effects Clearinghouse of "cease and desist" notices (en inglés).
- DMCA legal threats to a software developer who won (en inglés).
- A Protester's Guide to the DMCA (en inglés).

### Políticas de ejemplo de la ley DMCA
- Google's DMCA policy (en inglés).
- An ISP's fully automatic DMCA-notification procedure Archivado el 15 de enero de 2008 en Wayback Machine. (en inglés).

Caso colombiano - Win Sports
- Decreto 1471 de 2002, Gobierno de la República de Colombia.
- Decisión andina 351 de 1993 régimen común sobre derecho de autor y derechos conexos.
- http://www.semana.com/tecnologia/articulo/polemica-por-supuesta-censura-de-win-sports/464734

- Datos: Q753379
- Multimedia: Digital Millennium Copyright Act / Q753379